# Xu Xiake
Xu Xiake —en xinès: 徐霞客; en pinyin: Xú Xiákè— (5 de gener de 1587 - 8 de març de 1641), nascut amb el nom de Xu Hongzu (徐弘祖), nom de cortesia Zhenzhi (振之), va ser un escriptor de viatges i geògraf de la Dinastia Ming (1368–1644), conegut pel seu tractat, i caracteritzat per la valentia i la humilitat. Va viatjar per la Xina durant més de trenta anys, documentant extensament els viatges (recopilat després de mort en Diaris de viatge de Xu Xiake, i traduïts per Ding Wenjiang 丁文江). L'obra de Xu es troba en la categoria de vella literatura xinesa de viatges (游记文化学 yóujì wénxué), que usava narrativa i prosa per retratar les experiències de viatge.